# Hypsiscopus
Genre
Hypsiscopus est un genre de serpents de la famille des Homalopsidae.

## Répartition
Les deux espèces se rencontrent dans le sud-est de l'Asie.

## Liste des espèces
Selon The Reptile Database (10 décembre 2014) :
- Hypsiscopus matannensis (Boulenger, 1897)
- Hypsiscopus plumbea (Boie, 1827)

## Publication originale
- Fitzinger, 1843 : Systema Reptilium, fasciculus primus, Amblyglossae. Braumüller et Seidel, Wien, p. 1-106 (texte intégral).